# Jessica Haines
Jessica Haines (* 1978 in Umtata) ist eine südafrikanische Schauspielerin.

## Biografie
Jessica Haines wuchs in der Ostkap-Region auf und war zwölf Jahre alt, als die Apartheid in Südafrika endete. Sie besuchte die Epworth Junior- und High School in Pietermaritzburg und begann ein Theater- und Schauspielstudium an der Universität Kapstadt, das sie mit dem Bachelor abschloss. Ab dem Jahr 2001 strebte Haines eine professionelle Karriere als Schauspielerin an. Ihre erste Statistenrolle übernahm sie in der südafrikanischen Fernsehserie Isidingo, woraufhin weitere Auftritte in südafrikanischen Serien wie Gazlam oder Home Affairs (2009) folgten. In letztgenannter Serie, die für den International Emmy und die Rose d’Or nominiert wurde, spielte sie die Rolle eines Überfall- und Missbrauchsopfers.
Der internationale Durchbruch als Schauspielerin gelang Haines 2008 mit der weiblichen Hauptrolle in Steve Jacobs’ australisch-südafrikanischem Spielfilm Schande. In der Verfilmung des gleichnamigen Romans von Literaturnobelpreisträger J. M. Coetzee schlüpfte Haines in die Rolle einer jungen südafrikanischen Farmbesitzerin, die mit ihrem Vater, einem Literaturprofessor (gespielt von John Malkovich), von drei Farbigen überfallen und vergewaltigt wird. Ihre Entscheidung, das aus der Vergewaltigung stammende Kind zu bekommen und trotz der Erniedrigung in der Nähe der Täter auf ihrer Farm zu bleiben, beginnt den Vater in schwere innere Konflikte zu versetzen.
Über ein Jahr sprach Haines mehrere Male für die Rolle der Lucy vor, für die sich auch die australische Oscar-Preisträgerin Cate Blanchett interessiert hatte, ehe die unbekannte Südafrikanerin den Zuschlag erhielt. Im Vergleich zur literarischen Vorlage erschloss Drehbuchautorin Anna Maria Monticelli den Part der Lucy und machte diesen nach eigenen Angaben ein wenig zu einer Art Jeanne d’Arc. Haines Darstellung war großes Lob seitens internationaler Kritiker beschieden. Die australische Fachpresse zog Vergleiche zu ihrer Landsfrau Charlize Theron. Der deutsche Kritiker Elmar Krekeler (Die Welt) pries Schande als „Duell der Schauspieler“ und betonte, dass die Lucy der Debütantin Jessica Haines dem Lurie von John Malkovich in nichts nachstehe.
Jessica Haines lebt im tunesischen Karthago und ist mit Richard Walker verheiratet. Ihr Ehemann ist für die Vereinten Nationen tätig. Durch ihren Auftritt in Schande einem internationalen Publikum bekannt geworden, erhielt Haines weitere Rollenangebote, darunter für das südafrikanische Filmdrama The Bang Bang Club mit Ryan Phillippe und die Wiederverfilmung der britischen Fernsehserie Nummer 6 an der Seite von Ian McKellen. Ebenfalls plant Drehbuchautorin Anna Maria Monticelli mit ihr als Hauptdarstellerin an einem weiteren Film zusammenzuarbeiten.

## Filmografie (Auswahl)
- 2008: Schande (Disgrace)
- 2009: Home Affairs (Fernsehserie)
- 2009: The Prisoner (Fernsehserie)
- 2010: The Bang Bang Club
- 2010: Lost Future – Kampf um die Zukunft (The Lost Future; Fernsehfilm)
- 2011: Outcasts (Fernsehserie)
- 2016: Cape Town (Fernsehserie)